# Dermot Chichester
Dermot Richard Claud Chichester (ur. 18 kwietnia 1916, zm. 19 kwietnia 2007) – brytyjski arystokrata, młodszy syn Arthura Chichestera, 4. barona Templemore, i Clare Wingfield, córki 7. wicehrabiego Powerscourt.
Wykształcenie odebrał w Harrow School i w Royal Military Academy w Sandhurst. Podczas II wojny światowej służył jako kapitan w 7 pułku huzarów Królowej (7th Queen’s Own Hussars). Walczył w Afryce Północnej (na tym samym teatrze działań wojennych walczył jego starszy brat, Arthur, członek Coldstream Guards, który zginął w grudniu 1942 r. otwierając Dermotowi drogę do sukcesji baronii Templemore). W listopadzie 1942 r. Dermot zaginął i uznano go za zmarłego, podczas gdy dostał on się do niemieckiej niewoli i przez dwa lata, do czasu swojej ucieczki w czerwcu 1944 r., przebywał w obozie jenieckim we Włoszech. W 1944 r. został awansowany do stopnia majora. Z czynnej służby odszedł w 1949 r.
Po śmierci ojca w 1953 r. odziedziczył tytuł barona Templemore i zasiadł w Izbie Lordów. W 1975 r. został również markizem Donegall, po śmierci swojego odległego kuzyna, Edwarda. W 1966 r. został członkiem Honorowego Korpusu Gentelmen at Arms i w latach 1984–1986 był chorążym Korpusu. Jest porucznikiem Królewskiego Orderu Wiktorii i wieloletnim członkiem Conservative Monday Club. W Izbie Lordów zasiadał do reformy rządu Tony’ego Blaira w 1999 r.
16 września 1946 r. poślubił lady Josceline Gabrielle Legge (22 maja 1918 – 19 czerwca 1995), córkę Williama Legge’a, 7. hrabiego Dartmouth, i lady Ruperty Wynn-Carington, córki 1. markiza Lincolnshire. Dermot i Josceline mieli razem syna i dwie córki:
- Jennifer Evelyn Chichester (ur. 3 kwietnia 1949)
- Arthur Patrick Chichester (ur. 9 maja 1952), 8. markiz Donegall
- Juliet Clare Chichester (ur. 2 listopada 1954)

Lord Donegall mieszkał w Dunbrody Park w hrabstwie Wexford.